# 景州
景州（けいしゅう）は、中国にかつて存在した州。唐代から民国初年にかけて、現在の河北省衡水市・滄州市および山東省徳州市一帯に設置された。

## 概要
892年（景福元年）、唐により滄州弓高県に景州が置かれた。景州は河北道に属し、弓高・東光・南皮・臨津の4県を管轄した。
955年（顕徳2年）、五代十国時代の後周により景州は定遠軍と改められた。
1004年（景徳元年）、北宋により定遠軍は永静軍と改称された。永静軍は河北東路に属し、東光・阜城・将陵の3県を管轄した。
1124年（天会2年）、金により永静軍は景州と改められた。景州は河北東路に属し、蓨・呉橋・東光・阜城・寧津・将陵の6県と建橋・西保安・広平・会津の4鎮を管轄した。
元のとき、景州は河間路に属し、蓨・呉橋・東光・阜城・故城の5県を管轄した。
明のとき、景州は河間府に属し、呉橋・東光・故城の3県を管轄した。
清のとき、景州は河間府に属し、属県を持たない散州となった。
1912年、中華民国により景州は廃止され、景県と改められた。